# Sheathbill Cove
Die Sheathbill Cove ist eine kleine Bucht an der Ostseite von Amsler Island im westantarktischen Palmer-Archipel. Sie liegt 1,5 km nordnordwestlich der Palmer-Station.
Das Advisory Committee on Antarctic Names übernahm 2014 einen lokal gebräuchlichen Namen für die Bucht. Namensgeber ist der Weißgesicht-Scheidenschnabel (englisch snowy sheathbill, lateinisch Chionis alba), der hier häufig vertreten ist.